# Scammon
Scammon è un comune degli Stati Uniti d'America, situato nello Stato del Kansas, nella contea di Cherokee.